# Coma (румунський гурт)
Coma — румунський рок-гурт, створений 1999 року як ню-метал колектив. 2001 року було видано дебютний альбом «Somn» під лейблом A&A Records, до якого увійшли перші сингли гурту: «Stai» та «Nu vreau fetito casa».
За 15 років існування гурт встиг виступити на одній сцені з Linkin Park, Deftones, Incubus, Sepultura, Ozzy Osbourne, Therapy?, Soulfy, Ignite, Hed PE, Harmful feat Billy Gould (Faith No More), Biohazard.

## Жанр
У музиці гурту помітні риси експериментального року, панк-року, ска та хіп-хопу.

## Мови
В основному гурт виконує пісні румунською мовою. 2008 року вийшов альбом під англомовною назвою «Light». А у пісні 2000 року «Nu vreau fetito ca să» містяться 2 рядки іспанською мовою.

## Дискографія

### Студійні альбоми
- «Somn» (2001)
- «Nerostitele» (2006)
- «Light» (unplugged, 2008)
- «Orizont» (2016)

### Сингли
| Рік  | Назва                             | Жанр                                 |
| ---- | --------------------------------- | ------------------------------------ |
| 2000 | «Nu vreau fetito ca sa»           | ска-панк, репкор                     |
| 2000 | «Bruce Lee vs Vandam»             | панк-рок, ска-панк                   |
| 2001 | «Stai»                            | ню-метал, реп-метал                  |
| 2002 | «In mine in soapte»               | ню-метал, скримо                     |
| 2006 | «Coboara ma-n rai»                | ню-метал                             |
| 2006 | «Cânta-mi povestea»               | Експериментальний метал              |
| 2011 | «Un semn»                         | альтернативний рок                   |
| 2012 | «Vezi»                            | Експериментальний метал, металкор    |
| 2014 | «Chip»                            | Експериментальний рок                |
| 2015 | «Document»                        | Експериментальний метал, сладж-метал |
| 2016 | «Cel mai frumos loc de pe pămînt» | Альтернативний метал                 |
| 2016 | «Orizont»                         | металкор                             |
| 2016 | «La hotar»                        | Альтернативний рок, пост-гранж       |